# Cheironitis ungaricus
Cheironitis ungaricus é uma espécie de insetos coleópteros polífagos pertencente à família Scarabaeidae.
A autoridade científica da espécie é Herbst, tendo sido descrita no ano de 1789.
Trata-se de uma espécie presente no território português.